# Acanthermia paloma
Acanthermia paloma är en fjärilsart som beskrevs av Paul Dognin 1899. Acanthermia paloma ingår i släktet Acanthermia och familjen nattflyn. Inga underarter finns listade i Catalogue of Life.